# Патладжан
Патладжанът, наричан още син домат (Solanum melongena) е растение от род Кучешко грозде (Solanum) на семейство Картофови (Solanaceae). Растението дава плод със същото име, който се използва широко като зеленчук в готварството. Патладжанът е близък роднина на домата и картофа и произлиза от Индия и Шри Ланка. Той е едногодишно растение, достигащо 40 – 150 cm на височина, често трънливо, с големи едро нарязани листа, дълги 10 – 20 cm и широко 5 – 10 cm. Цветовете са бели до виолетови, с петделно венче и жълти тичинки. Плодът е месест семков, по-малък от 3 cm в диаметър при дивите растения, но много по-голям в културните форми. Плодът съдържа многобройни малки меки семена.(Полу)дивите разновидности могат да израстват много по‑големи — до 225 cm — с листа, достигащи до 30 cm дължина и 15 cm ширина, и плодове, обикновено 12–25 cm дълги и 6–9 cm широки (максимум около 40 × 15 cm при издължени сортове).

## История
Патладжанът е важна хранителна култура, отглеждана заради големите си висящи тъмносини и пурпурни до бели плодове. Той е отглеждан в южна и източна Азия от предисторически времена, но пристига на Запад едва около 1500 г. Многото му арабски и североафрикански имена както и липсата на древногръцко или латинско име показват, че е пренесен в Средиземноморието от арабите в Ранното средновековие. Научното наименование „мелонгена“ произлиза от арабското име от 16. век за един вид патладжан. Поради принадлежността си към семейство Картофови, навремето са го смятали за отровен.

## Културни разновидности
Най-широко отглежданите сортове в Европа и Северна Америка в наши дни са продълговато яйцевидни, дълги 12 – 25 cm и широки 6 – 9 cm с тъмноморава кожа. Много по-голямо разнообразие от форми, размери и цветове се отглежда в Индия и на други места в Азия. Там широко се отглеждат сортове, които много приличат на кокошо яйце по големина и форма. Цветовете варират от бял до жълт или зелен, както и червеникаво-морав и тъмноморав. Някои сортове имат променящ се цвят от бяло до дръжката до светло розово или наситено мораво или дори черно. Съществуват и зелени или морави видове на бели ивици. Китайските патладжани обикновено са по-тънки и издължени като леко издута „краставица“.

## Готвене
Суровият плод има донякъде неприятен вкус, но като се сготви, омеква и получава богат, сложен вкус и плътна консистенция. Ако нарязаният патладжан се посоли, изцеди и изплакне, се премахва голяма част от горчивината му. Той е много ценен в кулинарството поради способността си да поглъща големи количества мазнини, позволявайки приготвянето на много богати ястия. Месото му е гладко, а многобройните семена са меки и (както и при домата), годни за ядене с останалите части на плода. Кожата също е годна за ядене, въпреки че много хора предпочитат да я обелят.
Патладжанът се използва в кухните от Япония до Испания. Често се сервира сготвен като в тюрлю гювеч, френския рататуй, левантинската мусака и много южноазиатски ястия. Често го пекат с кожата, докато се овъгли отвън, след което месото се изважда и се сервира студено, смесено с други съставки, например в кьопоолу, близкоизточното баба гануш и подобното гръцко мелитзаносалата. Може също да се нареже на филийки и да се изпържи, евентуално паниран, и да се сервира с различни сосове – подлучен сос от кисело мляко, подлучен доматен сос, сосове на базата на тахини или тамаринд. Може да се напълни със зеленчуци (имамбаялдъ), месо, ориз и др. и да се изпече.
Тъй като произхожда от там, той се използва широко в южноиндийската кухня в самбхар, чътни, къри и коту. Поради многостранността си и широката си употреба както в ежедневната, така и в празничната южноиндийска храна, патладжаните често са наричани „Цар на зеленчуците“ в Южна Индия.
Обелен печен патладжан, смесен с лук и домати и подправки съставлява индийското ястие „баинган ка бхарта“ (наричано също „вангяча бхарта“ на маратхийски).
За някои ястия високото съдържание на влага в патладжаните трябва да се отстрани или попие по време на готвене.

## Отглеждане
В тропически и субтропически климати патладжанът може да се засее направо в градината. В умерени климати патладжаните растат по-добре, ако се разсадят в градината след като мразовете престанат. Разсадът се засява обикновено осем до десет седмици преди края на мразовете.
Много заболявания и вредители, които засягат други сродни растения като доматите, пипера, картофа и др. създават проблеми и за патладжана. Известен такъв вредител е колорадският бръмбар. Нападат го и листни бълхи, листни въшки и паяжинообразуващ акар. Борбата с много от тях може да се осъществява чрез Bacillus thurengensis (Bt) – бактерия, която напада мекотелесните ларви. Възрастните буболечки могат да се отстраняват на ръка. Листните бълхи се поддават най-трудно. Добрата агротехника и сеитбообръщение на посевите са изключително важни за борбата с гъбичните заболявания по патладжаните, най-сериозно от които е Verticillium.
Растенията се засаждат на разстояние 45 – 60 cm в зависимост от сорта и на 60 – 90 cm между редовете в зависимост от използваното оборудване. Завиването би помогнало да се запази влагата и да се предотвратят появата на плевели и гъбичните заболявания. Плодовете обикновено се отрязват от растението непосредствено над чашката поради полудървесните стъбла.

## Галерия
- Цвят на патладжан
- Дълги тънки патладжани